# Slovacchia ai XVII Giochi olimpici invernali
La Slovacchia partecipò ai XVII Giochi olimpici invernali, svoltisi a Lillehammer, Norvegia, dal 12 al 27 febbraio 1994, con una delegazione di 42 atleti impegnati in sette discipline.